# Bandeira da Jamaica
A bandeira jamaicana é a bandeira nacional da Jamaica, país localizado no Caribe. Foi adotada no dia 6 de agosto de 1962, também Dia de Independência da Jamaica [en], tendo o país conquistado a independência da Federação das Índias Ocidentais, protegida pelos britânicos.
A bandeira é composta por um sautor dourado, que divide a bandeira em quatro seções: duas delas verdes (superior e inferior) e duas pretas (esquerda e direita). Atualmente, é a única bandeira nacional que não contém um tom das cores vermelho, branco ou azul.

## Design e simbolismo
Antes da independência da Jamaica, o governo jamaicano realizou um concurso de design de bandeira para a nova bandeira da Jamaica. Mais de 360 designs foram enviados, e vários desses originais estão guardados na Biblioteca Nacional da Jamaica. No entanto, a competição não rendeu um vencedor, e um comitê bipartidário da Câmara dos Representantes da Jamaica acabou apresentando o design moderno. Foi originalmente projetada com listras horizontais, mas isso foi considerado muito semelhante à bandeira de Tanganica (como era em 1962), e então o sautor foi substituído.
Uma interpretação anterior das cores era: "dificuldades existem, mas a terra é verde e o sol brilha", conforme declarado no Documento 28 do Ministério do governo - Bandeira Nacional datado de 22 de maio de 1962. O ouro lembra o sol brilhante, o preto reflete as dificuldades, e verde representa a terra. Foi alterado em 1996 para preto, representando a força e a criatividade do povo que lhe permitiu ultrapassar as dificuldades, dourado para a riqueza do país e o sol dourado, e verde para a frondosa vegetação da ilha, assim como a esperança. A mudança foi feita por recomendação do comitê para examinar símbolos nacionais e observâncias nacionais nomeado pelo então primeiro-ministro PJ Patterson e presidido por Milton "Rex" Nettleford. A bandeira é brasonada: Per saltire vert e sable, a saltire Or.

### Folha de construção

Folha de construção da bandeira.

## Etiqueta
A etiqueta padrão se aplica na Jamaica ao uso da bandeira nacional, principalmente garantindo que ela seja sempre a bandeira principal hasteada e esteja em boas condições. O código da bandeira nacional (um conjunto de regras que os proprietários de uma bandeira devem seguir) foi instituído pelo governo.
A insígnia da Jamaica é uma pavilhão azul com a bandeira nacional jamaicana no cantão; normalmente é usado apenas pelo governo jamaicano. A bandeira naval da Jamaica segue o sistema britânico e é uma bandeira branca com uma cruz de São Jorge e a bandeira nacional jamaicana no cantão, embora devido à falta de uma marinha na ilha, normalmente é usada apenas pela guarda costeira jamaicana.

## Histórico
| Bandeiras anteriores da Jamaica | Bandeiras anteriores da Jamaica | Bandeiras anteriores da Jamaica | Bandeiras anteriores da Jamaica | Bandeiras anteriores da Jamaica | Bandeiras anteriores da Jamaica | Bandeiras anteriores da Jamaica | Bandeiras anteriores da Jamaica |
| 1875–06                         | 1906–57                         | 1957–62                         | 1962                            |                                 |                                 |                                 |                                 |
| ------------------------------- | ------------------------------- | ------------------------------- | ------------------------------- | ------------------------------- | ------------------------------- | ------------------------------- | ------------------------------- |